# Allard van Burum
Allard van Burum (Leeuwarden, 17 februari 1678 (gedoopt) - Ferwerd, 6 juli/7 juli 1729) was een Nederlands bestuurder.

## Biografie
Van Burum was een zoon van Franciscus/François van Burum (1641-1710), raadsheer aan het Hof van Friesland, en Titia van Vierssen (1641-1706). Allard was een telg uit de regentenfamilie Van Burum uit Leeuwarden. Hij werd in ingeschreven als student aan de universiteit van Franeker in 1695. Aan de universiteit van Orléans behaalde hij zijn bul. Vervolgens werd Van Burum in 1705 benoemd tot grietman van Doniawerstal. In 1722 deed hij afstand van deze positie ten gunste van zijn schoonzoon Johan Vegelin van Claerbergen. Van Burum zelf werd in datzelfde jaar grietman van Ferwerderadeel. Na zijn overlijden in 1729 volgde zijn andere schoonzoon, Horatius Hiddema van Knijff, hem op als grietman van Ferwerderadeel.
In 1699 kwam Van Burum in het bezit van de Osingastate te Langweer die hij tot 1722 bewoonde. Dit pand liet hij geheel verbouwen. Ook in noordelijk Oostergo bezat Van Burum onroerend goed. Zo bezat hij de Holdingastate te Finkum en de Mellingastate te Stiens. Van moederskant erfde Van Burum de Camminghastate. Daarnaast kocht Van Burum in 1723 het Pastoorshuis te Ferwerd waarna het ging fungeren als grietenijhuis met rechtkamer.

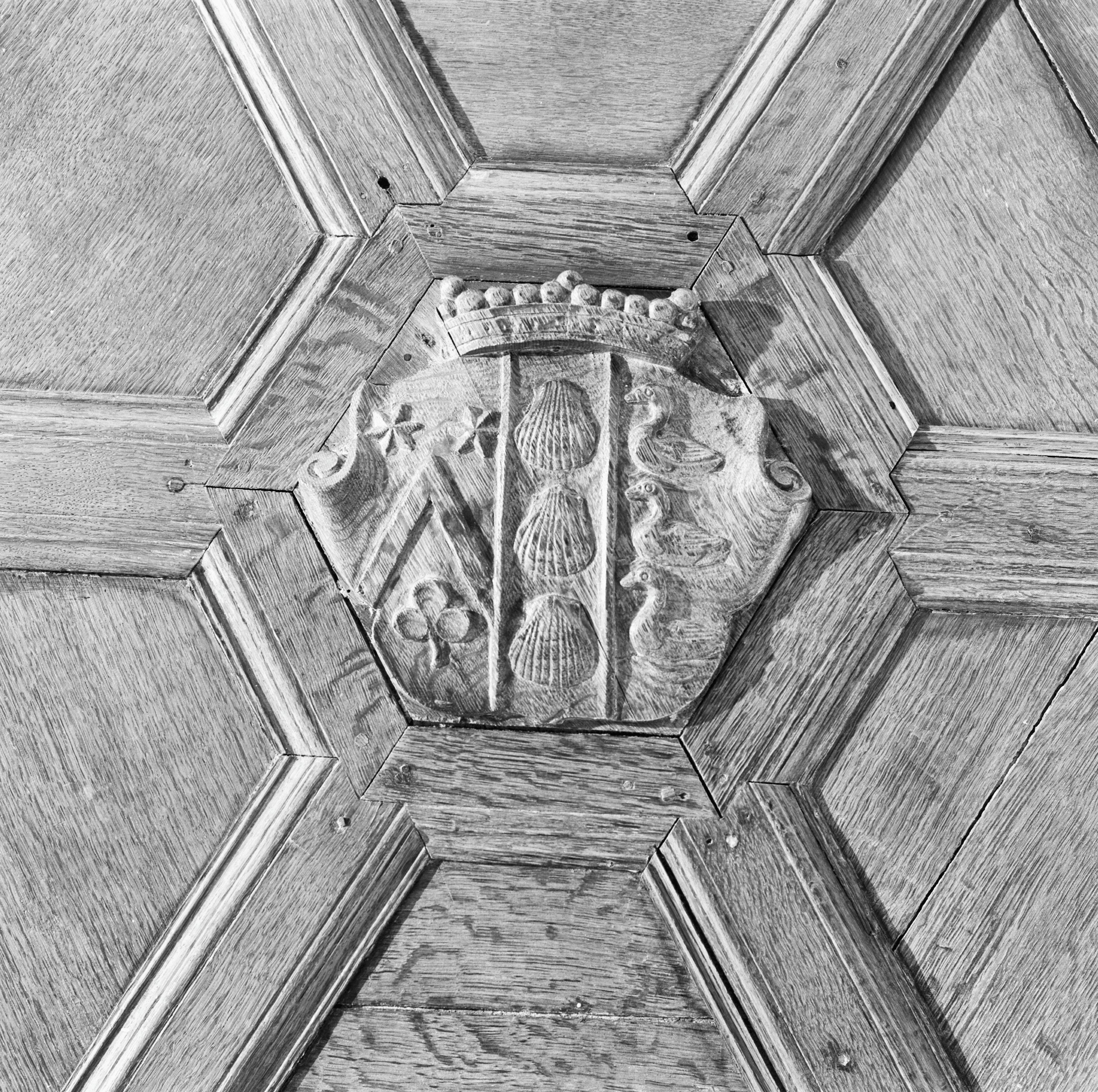
Het alliantiewapen Van Vierssen-Geersma van de grootouders van Van Burum in het klankbord van de preekstoel in de Sint-Martinuskerk van Ferwerd
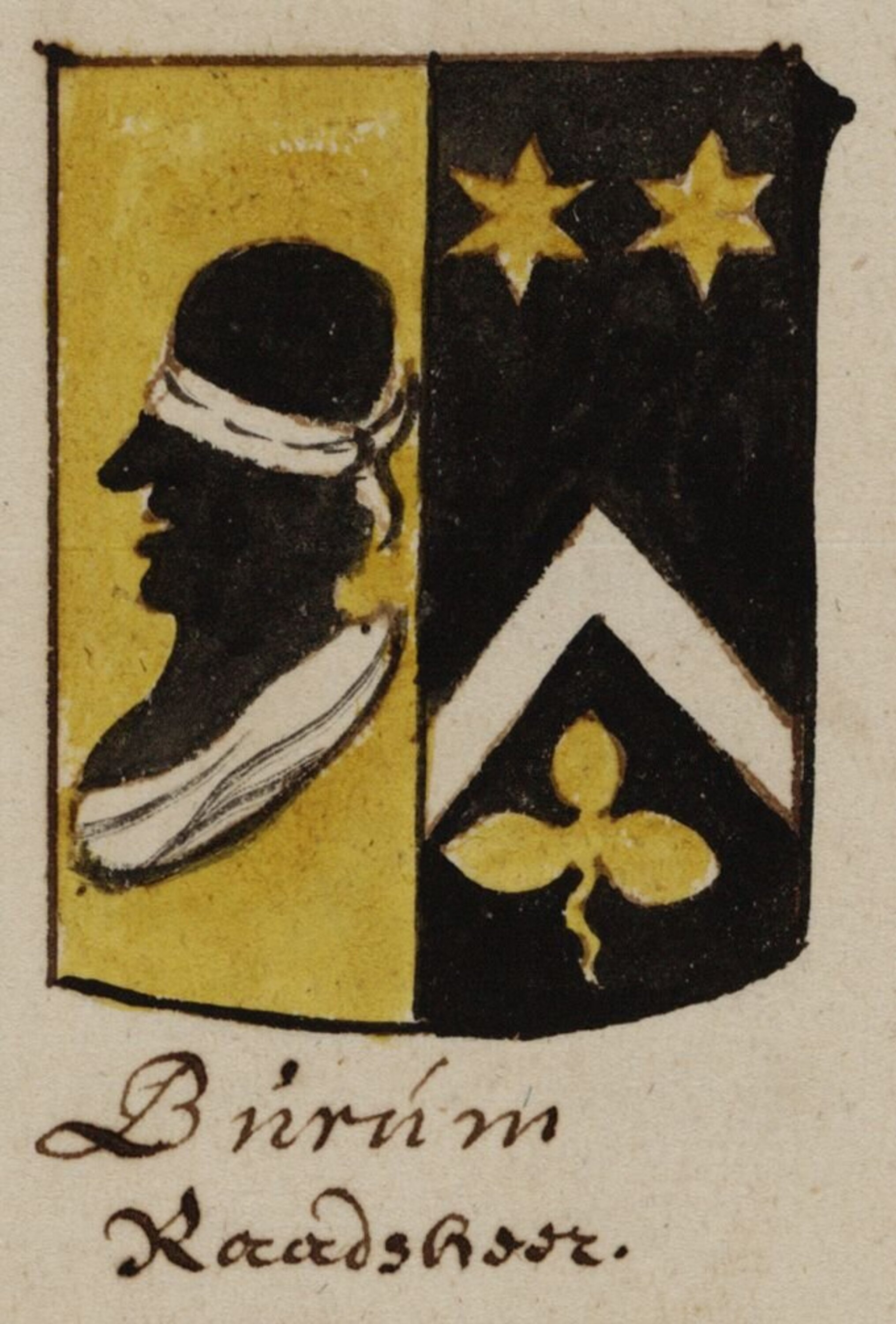
Wapen van Allards vader, Franciscus in het wapenboek van Gerrit Hesman uit 1708.
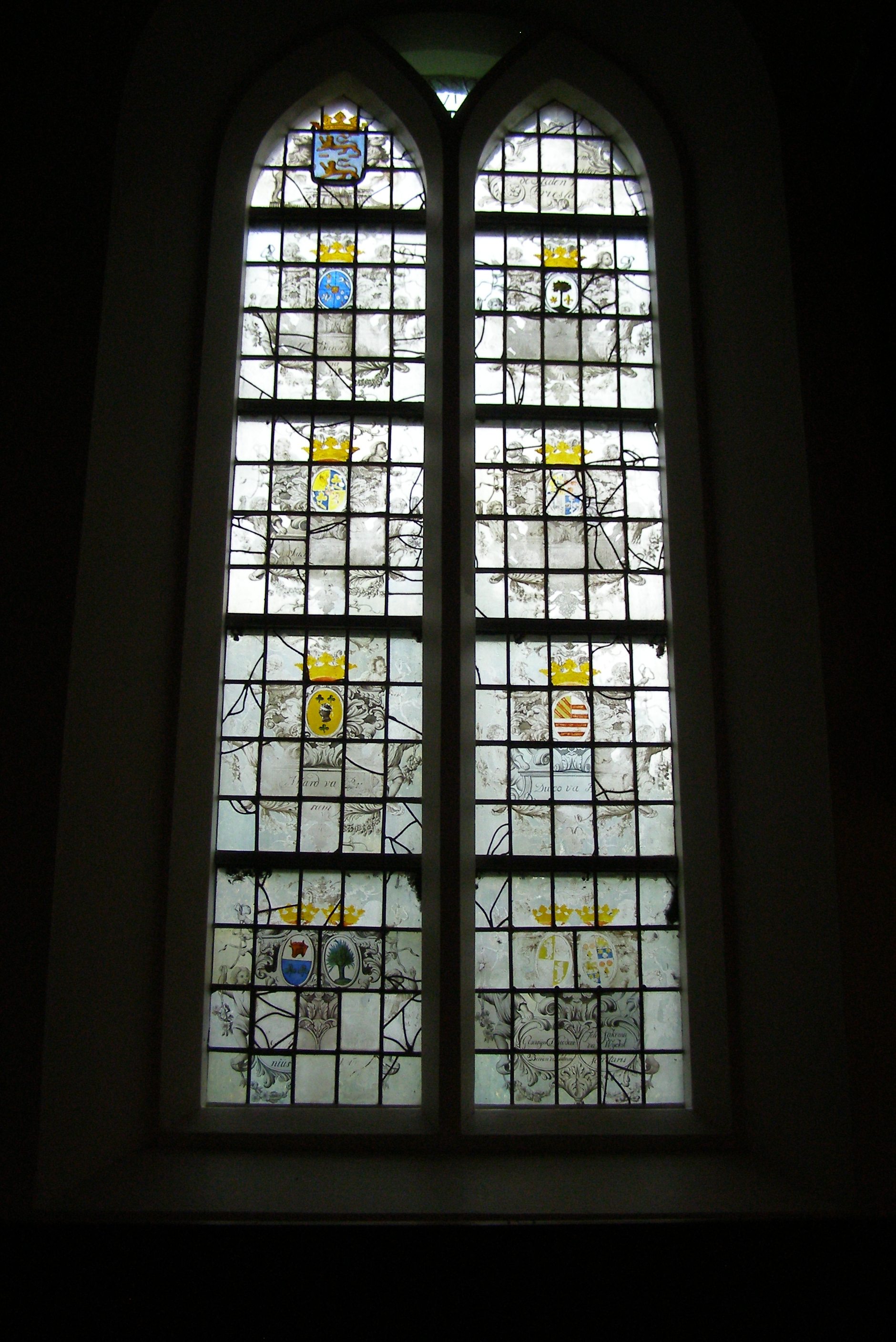
Gebrandschilderd glas in de kerk van Sint-Agathakerk van Oudega. Links het tweede van onder toont het wapen van Van Burum.
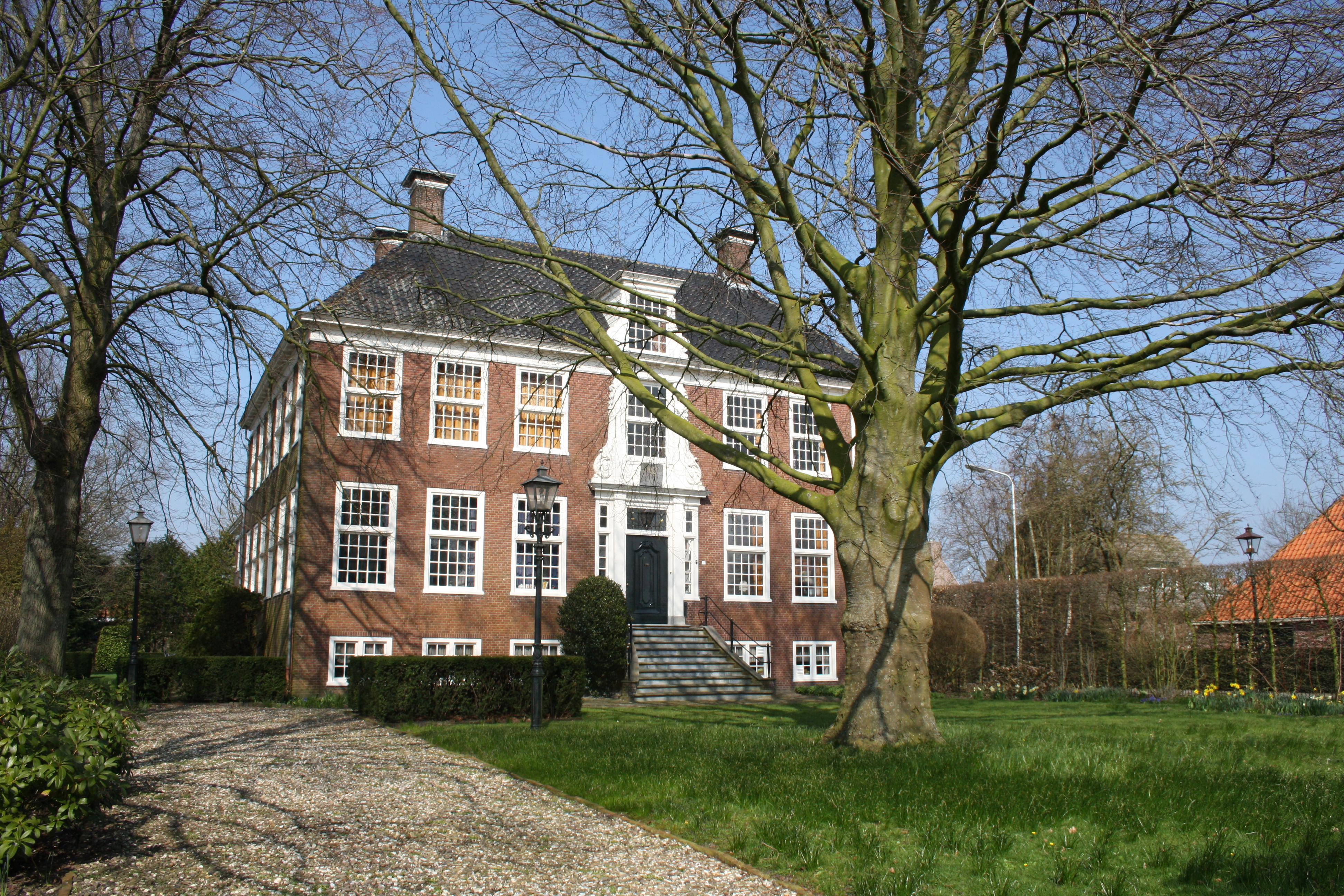
De huidige Osingastate te Langweer.
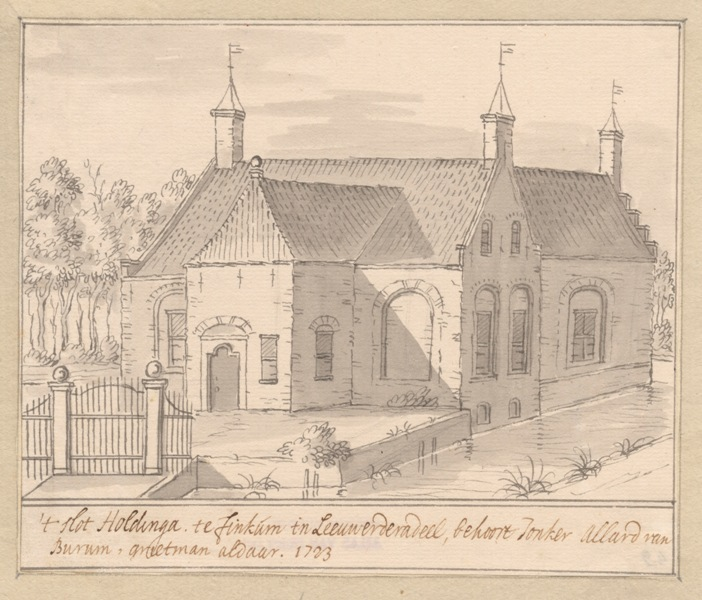
De Holdingastate te Finkum op een tekening van Jacobus Stellingwerff met als onderschrift: "behoort Jonker Allard van Burum, grietman aldaar".
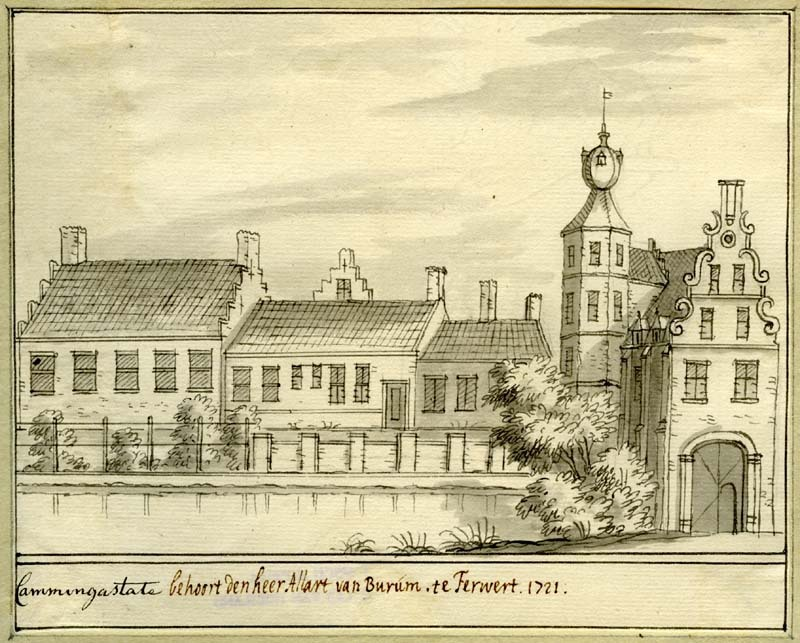
De Camminghastate te Ferwerd op een tekening van Jacobus Stellingwerff met als onderschrift: "behoort den heer Allart van Burum".
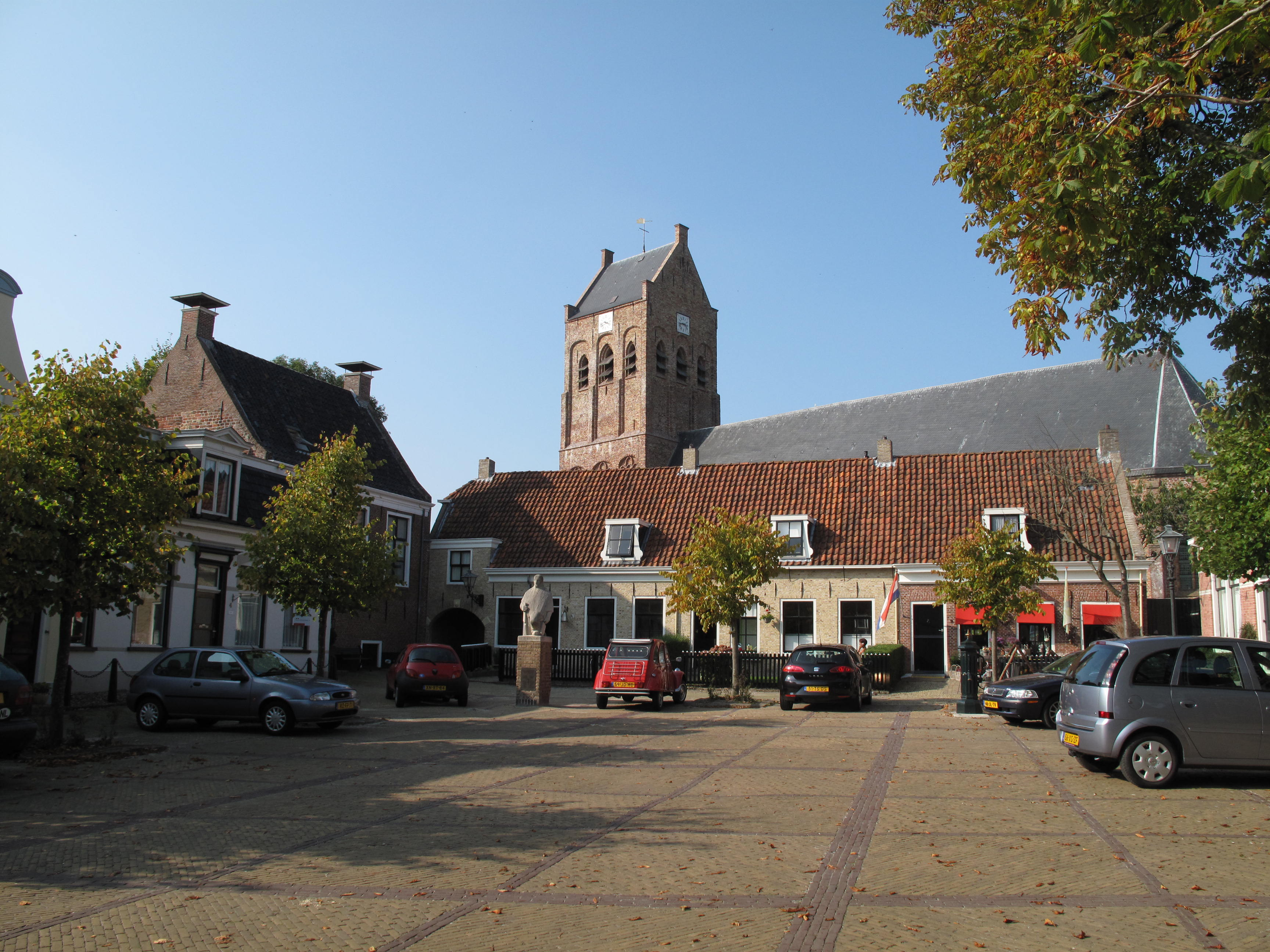
Het Pastoorshuis (links) aan het Vrijhof in Ferwerd.

## Huwelijk en kinderen
Van Burum trouwde in 1702 te Leeuwarden met Catharina Johanna van Eysinga (1682-1716), dochter van Tjalling Aede Johan van Eysinga en Cecilia van Humalda. Twee van hun dochter zouden de volwassen leeftijd bereiken:
- Cecilia Ibella van Burum (1703-1731), trouwde met Johan Vegelin van Claerbergen, zoon van Hessel Vegilin van Claerbergen, grietman van Utingeradeel en grietman van Haskerland, en Anna Maria van Vierssen. Johan was raadsheer aan het Hof van Friesland en volgde Van Burum op als grietman van Doniawerstal.
- Titia Hillegonda van Burum (1707-1773), trouwde met Horatius Hiddema van Knijff, zoon van Godschalk van Knijff, raadsheer aan het Hof van Friesland, en Helena van Humalda. Horatius volgde Van Burum op als grietman van Ferwerderadeel.

Na het overlijden van Catharina Johanna hertrouwde Allard van Burum in 1719 te Leeuwarden met Alexandrina Eleonora van Plettenberg (1687-1743), dochter van Lodewijk van Plettenberg en Sophia Ehrenreuter van Hoffreit. Alexandria Eleonora zou na Allards overlijden hertrouwen met Assuerus Vegilin van Claerbergen, een broer van Johan Vegelin van Claerbergen.

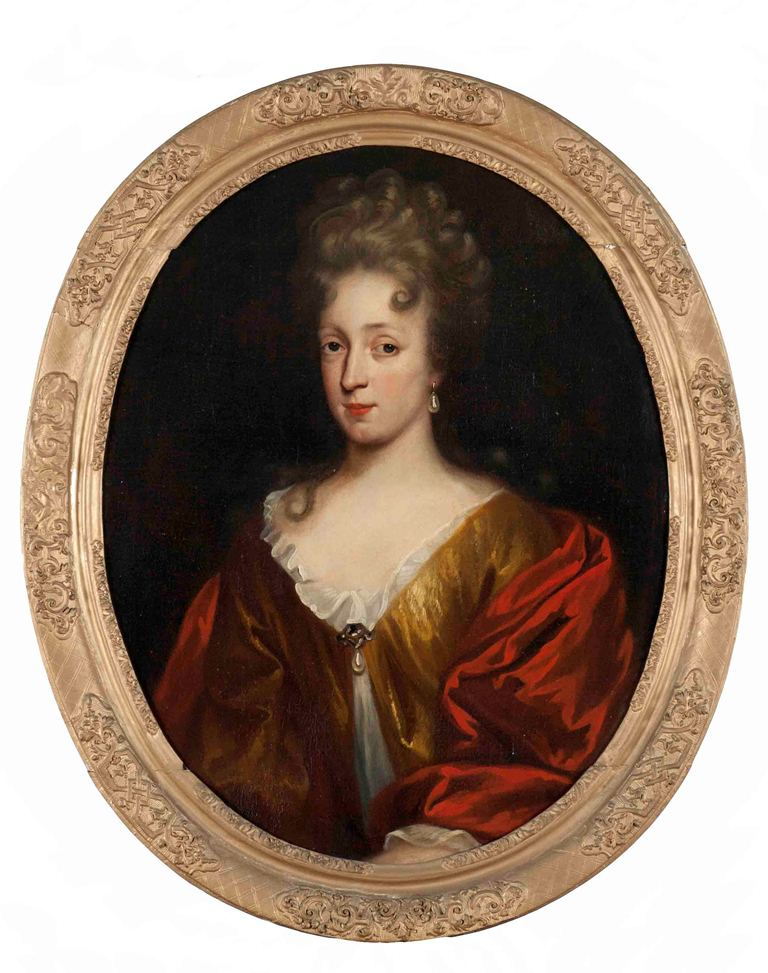
Portret van Catharina Johanna van Eysinga door Lancelot Volders uit 1710.
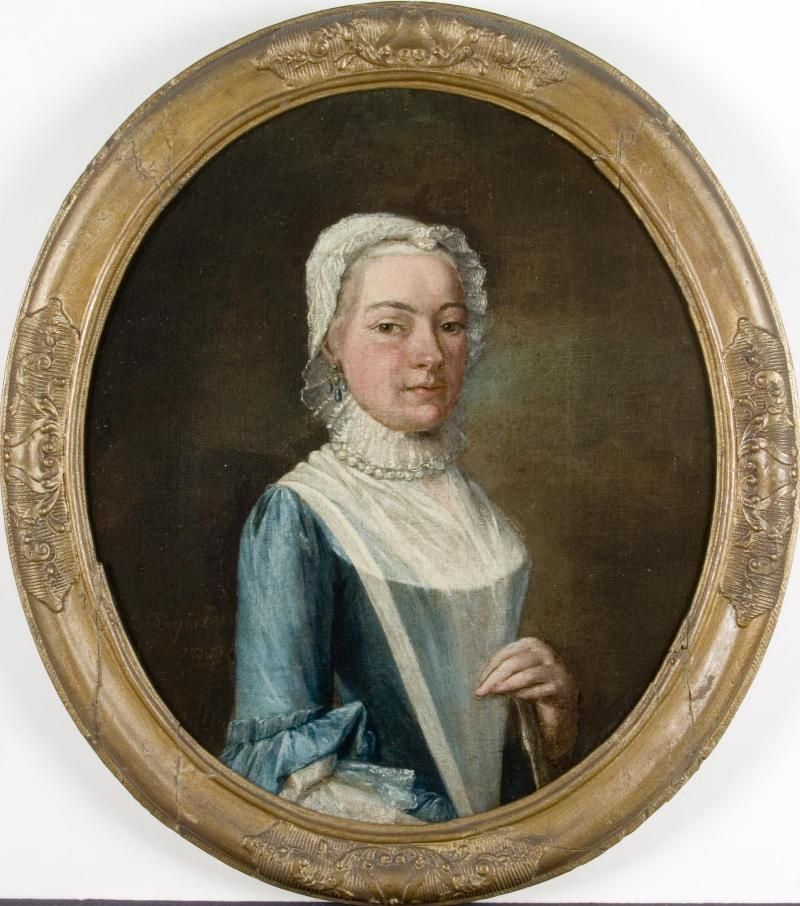
Portret van Alexandrina Eleonora van Plettenberg door Rienk Keijert uit 1756.